# Каня, Станислав
Стани́слав Ка́ня (пол. Stanisław Kania; 8 марта 1927[…], Wrocanka, Ясленский повет — 3 марта 2020[…], Варшава) — польский государственный и политический деятель времён коммунистического режима, первый секретарь ЦК ПОРП (1980—1981) после отставки Эдварда Герека. Занял пост в условиях массовых протестов населения, тяжёлого экономического кризиса, падения популярности ПОРП и раскола в партии. Проявив неспособность успокоить общественно-политическую обстановку в стране, был сменён Войцехом Ярузельским.
Карьерный аппаратчик, в 1960-х годах — начальник административного отдела ЦК. Участник смещения Владислава Гомулки. В 1970 году при Гереке избран секретарём ЦК ПОРП (курировал органы внутренних дел и спецслужбы), с 1975 года — член Политбюро. Доверенное лицо Эдварда Герека. Один из активных участников подавления рабочих протестов 1976 года, возглавлял оперативный штаб «по восстановлению порядка». Партийный куратор католической церкви, допускал сотрудничество с ней коммунистических властей. Выступал за ужесточение мягкой политики борьбы с оппозицией, связанной с именем Герека.
С середины 1970-х годов начал приобретать лидерские позиции внутри партии, тесно сотрудничал с Ярузельским и Эдвардом Бабюхом. Оппонент экономической политики правительства Петра Ярошевича, в 1980 году добился его отставки. Интриговал против Герека. Одержал верх во внутрипартийной борьбе со своим бывшим соратником Э. Бабюхом, возглавившим правительство.
В сентябре 1980 года избран первым секретарём ЦК ПОРП, возглавил центристскую фракцию. Безуспешно пытался проводить согласительную политику, пошёл на переговоры с движением «Солидарность». Утратив доверие партии и населения, уступил пост стороннику жёсткой линии Ярузельскому после года правления.
Был последним (после смерти своего преемника Войцеха Ярузельского) живым лидером стран бывшего Варшавского договора брежневской эпохи.

## Биография
Родился в селе Вроцанка (в настоящее время Ясленский повят Подкарпатского воеводства) в семье малоземельных крестьянин Юзефа и Катажины Каня. С 1942 года был рабочим. С 17-летнего возраста (1944 год) — участник антифашистского сопротивления. Воевал в рядах Крестьянских батальонов. С января 1945 — в подпольной антифашистской молодёжной военно-политической организации Союз борьбы молодых. В апреле 1945 года вступил в Польскую рабочую партию. Вёл общественную работу среди молодёжи, был одним из организаторов польского молодёжного движения. В 1952 году окончил Высшую школу общественных наук при ЦК ПОРП.
1952—1956 — заведующий отделом сельской молодёжи и член президиума Главного правления Союза польской молодёжи.
1958—1962 — заведующий сельскохозяйственным отделом Варшавского воеводского комитета ПОРП.
1962—1968 — секретарь Варшавского воеводского комитета ПОРП, с июня 1964 года — кандидат в члены ЦК ПОРП.
С ноября 1968 года — член Центрального комитета ПОРП, заведующий административным отделом ЦК (до апреля 1971 года).
В 1971—1981 гг. — секретарь ЦК ПОРП.
В 1975—1981 — член Политбюро ЦК ПОРП.
Депутат Сейма ПНР VI—IX созывов (1972—1989).
6 сентября 1980 года был избран первым секретарём ЦК ПОРП после отставки Э. Герека, произошедшей после забастовок в Гданьске в августе 1980 года. Его кандидатура была компромиссной ввиду угрозы ввода советских войск по «чехословацкому» сценарию. Поляки в те годы говорили: «Лучше Каня, чем на танке Ваня». За «нерешительность и оппортунизм» в борьбе с Солидарностью подвергался резкой критике «партийного бетона», типа Катовицкого партийного форума.
Однако Каня не сумел справиться с растущими протестами населения, в связи с чем его сменил сторонник более жёсткой линии В. Ярузельский. После этого С. Каня утратил ключевые посты в партии.
В 1981—1983 — член президиума Всепольского комитета Фронта народного единства.
Май 1982 — ноябрь 1985 — член Госсовета ПНР.
В 1983—1985 — председатель комиссии Госсовета ПНР.
В 1985—1990 — член верховного совета Союза борцов за свободу и демократию. В Сейме IX созыва (1985—1989) возглавлял комитет по вопросам трудового самоуправления.
12 января 2012 г. Варшавским окружным судом признан невиновным по обвинению в «незаконном введении военного положения в Польской Народной Республике» в декабре 1981 года.
Скончался 3 марта 2020 года в возрасте 92 лет. На его похоронах во время ограничений, связанных с эпидемией коронавируса, присутствовали 34 человека, в том числе заместитель маршала Сената Богдан Борусевич.